# 陸前小野駅
陸前小野駅（りくぜんおのえき）は、宮城県東松島市牛網字新上江戸原にある、東日本旅客鉄道（JR東日本）仙石線の駅である。
高城町駅から東北本線へ直通する仙石東北ラインの列車も停車する。

## 歴史
- 1928年（昭和3年）4月10日：宮城電気鉄道の駅として開業[3]。
- 1944年（昭和19年）5月1日：宮城電気鉄道の国有化により、運輸通信省の駅となる[3]。
- 1962年（昭和37年）4月1日：貨物の取り扱いを廃止[3]。
- 1970年（昭和45年）
  - 7月1日：荷物の扱いを廃止[3]。
  - 9月1日：自動券売機を設置[新聞 2]。
- 1983年（昭和58年）10月22日：駅員無配置駅となり[4]、簡易委託化。
- 1987年（昭和62年）4月1日：国鉄分割民営化に伴い、東日本旅客鉄道（JR東日本）の駅となる[3]。
- 2003年（平成15年）10月26日：ICカード「Suica」の利用が可能となる[報道 1]。
- 2007年（平成19年）4月1日：奥松島公社に簡易委託。
- 2011年（平成23年）3月11日：東北地方太平洋沖地震とそれに伴う津波により、駅機能を喪失した。
- 2012年（平成24年）
  - 3月17日：当駅 - 矢本駅間で運転を再開[5][新聞 3]。同時に新駅舎が竣工し[報道 2]、窓口と売店の営業を再開。旧下り線とホームの一部をふさぐ形で仮設ホームを野蒜方に転轍機を越える形で設置した。
  - 11月下旬：当駅 - 陸前山下駅間の信号設備が復旧。仮設ホームを撤去し、従来の停車位置に戻る。
- 2015年（平成27年）5月30日：高城町駅 - 当駅間の運転を再開[新聞 4]。同日開業となる仙石東北ラインの列車は快速のみ停車となる[報道 3]。陸前大塚駅 - 当駅間はルートを付け替えるため、この時期の復旧となった[新聞 5]。
- 2020年（令和2年）4月1日：終日無人化[新聞 1]。
- 2024年（令和6年）10月1日：えきねっとQチケのサービスを開始[1][報道 4]。

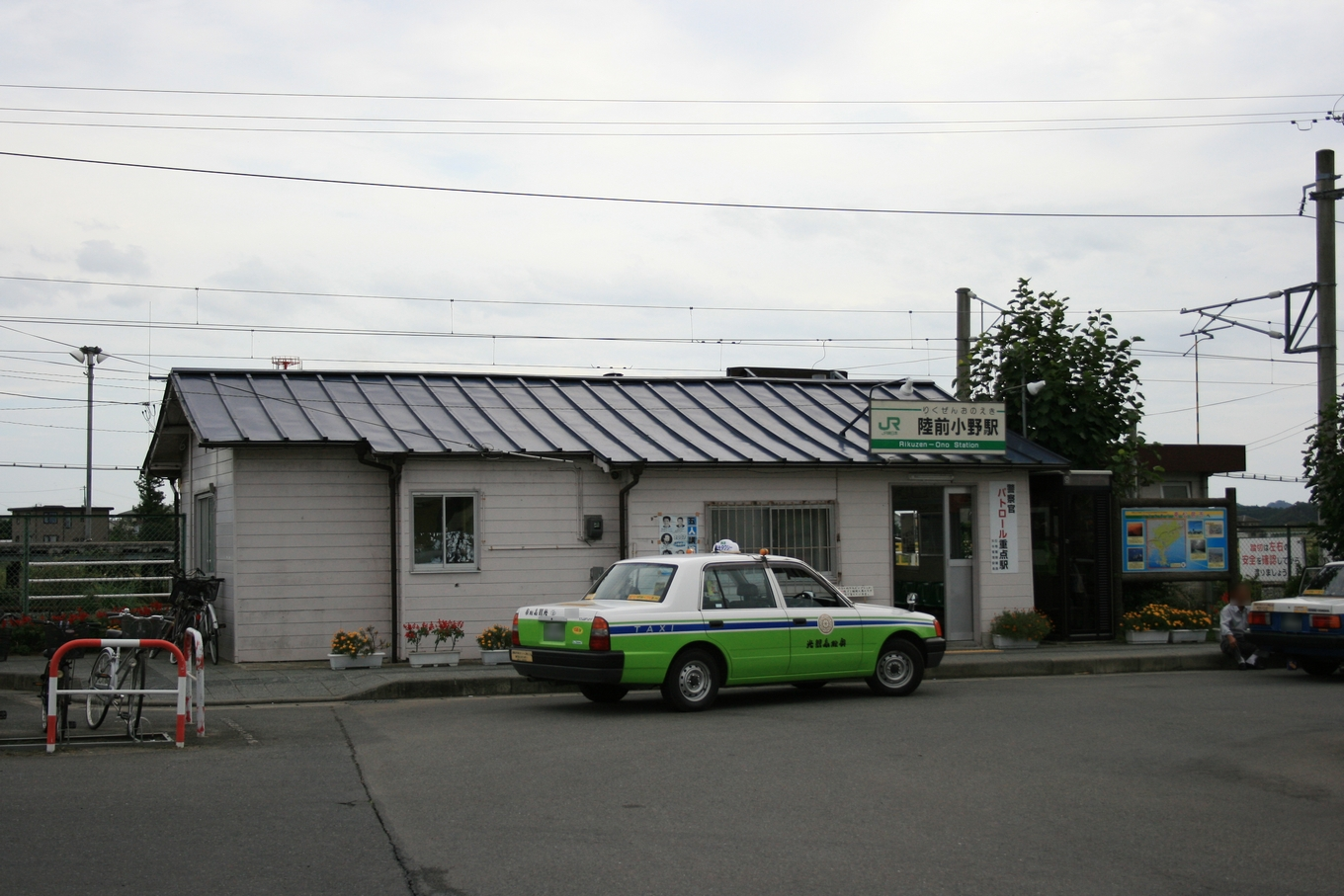
旧駅舎（2007年9月）
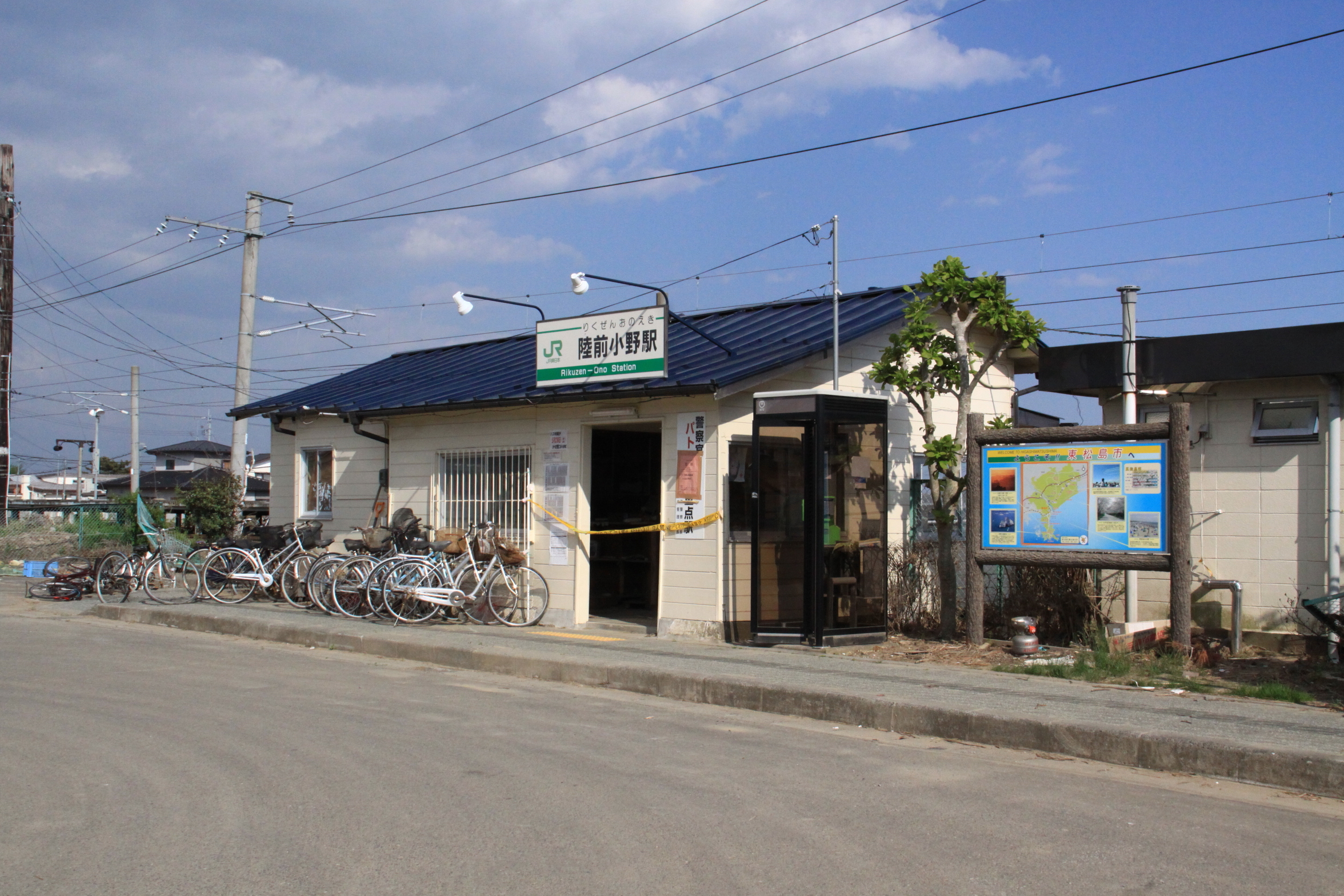
震災による損傷で、立ち入り禁止になった駅舎（2011年5月）
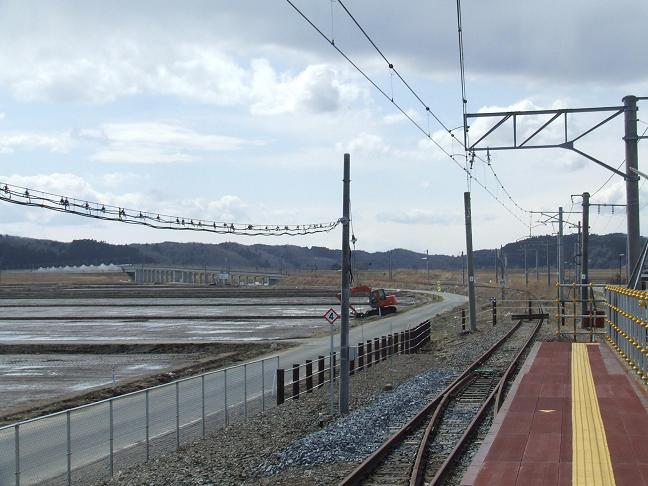
仮設ホームから野蒜方をのぞむ（2012年3月）

## 駅構造
島式ホーム1面2線を有する地上駅である。ホームへは構内踏切で連絡している。線路は2番線を主本線とする一線スルーになっている。
石巻駅管理の無人駅である。2020年（令和2年）3月31日までは簡易委託駅（東松島市が受託し、奥松島観光公社に再委託）で、駅売店で乗車券・定期券・回数券・自由席特急券を取り扱っていた。
簡易Suica改札機と乗車駅証明書発行機が設置されている。

### のりば
| 番線 | 路線                            | 方向 | 行先               |
| ---- | ------------------------------- | ---- | ------------------ |
| 1・2 | ■仙石線 （■仙石東北ライン含む） | 下り | 矢本・石巻方面     |
| 1・2 | ■仙石線                         | 上り | 松島海岸・仙台方面 |
| 1・2 | ■仙石東北ライン                 | 上り | 仙台方面           |

- 1番線は列車交換時のみ使用

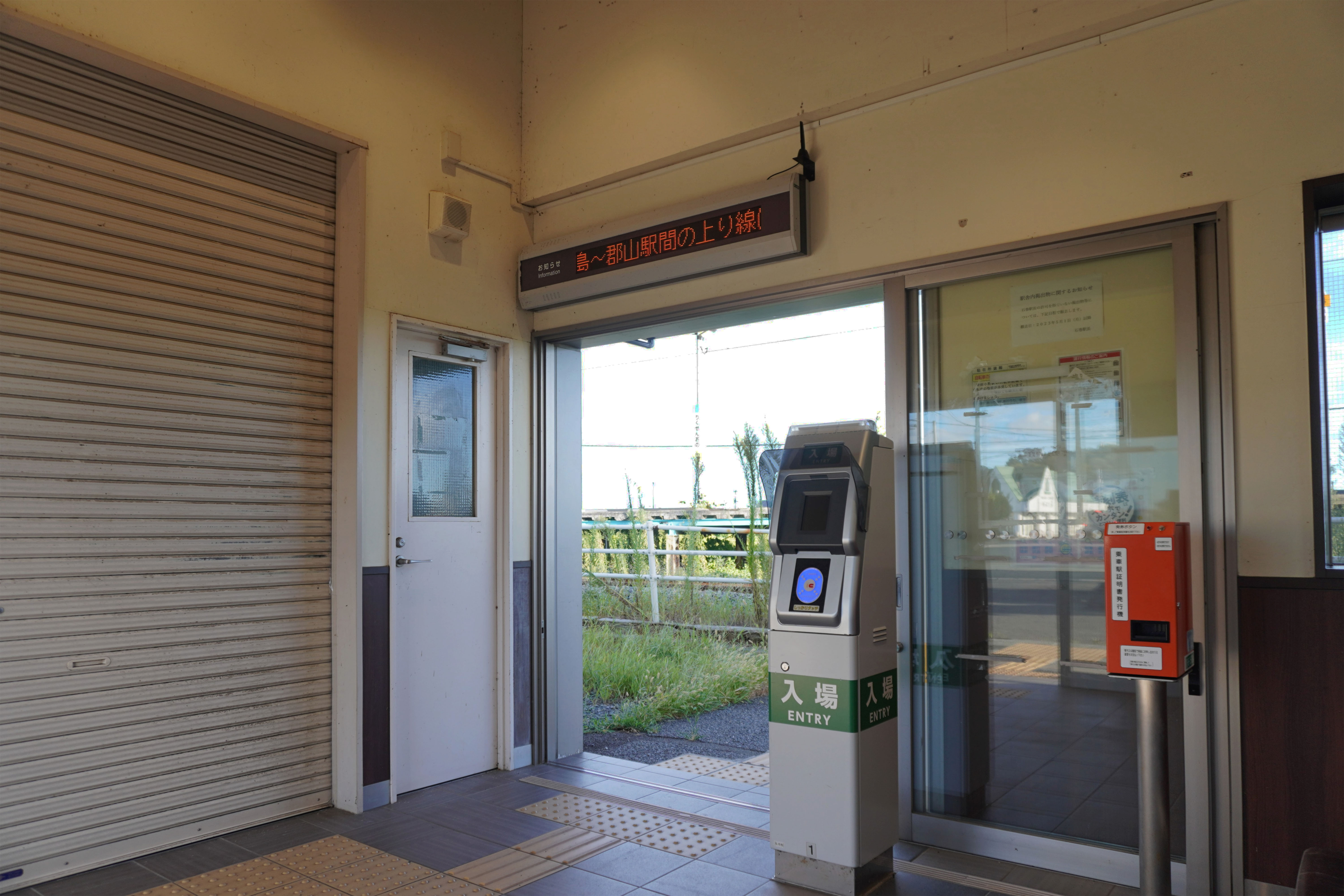
改札口（2023年8月）
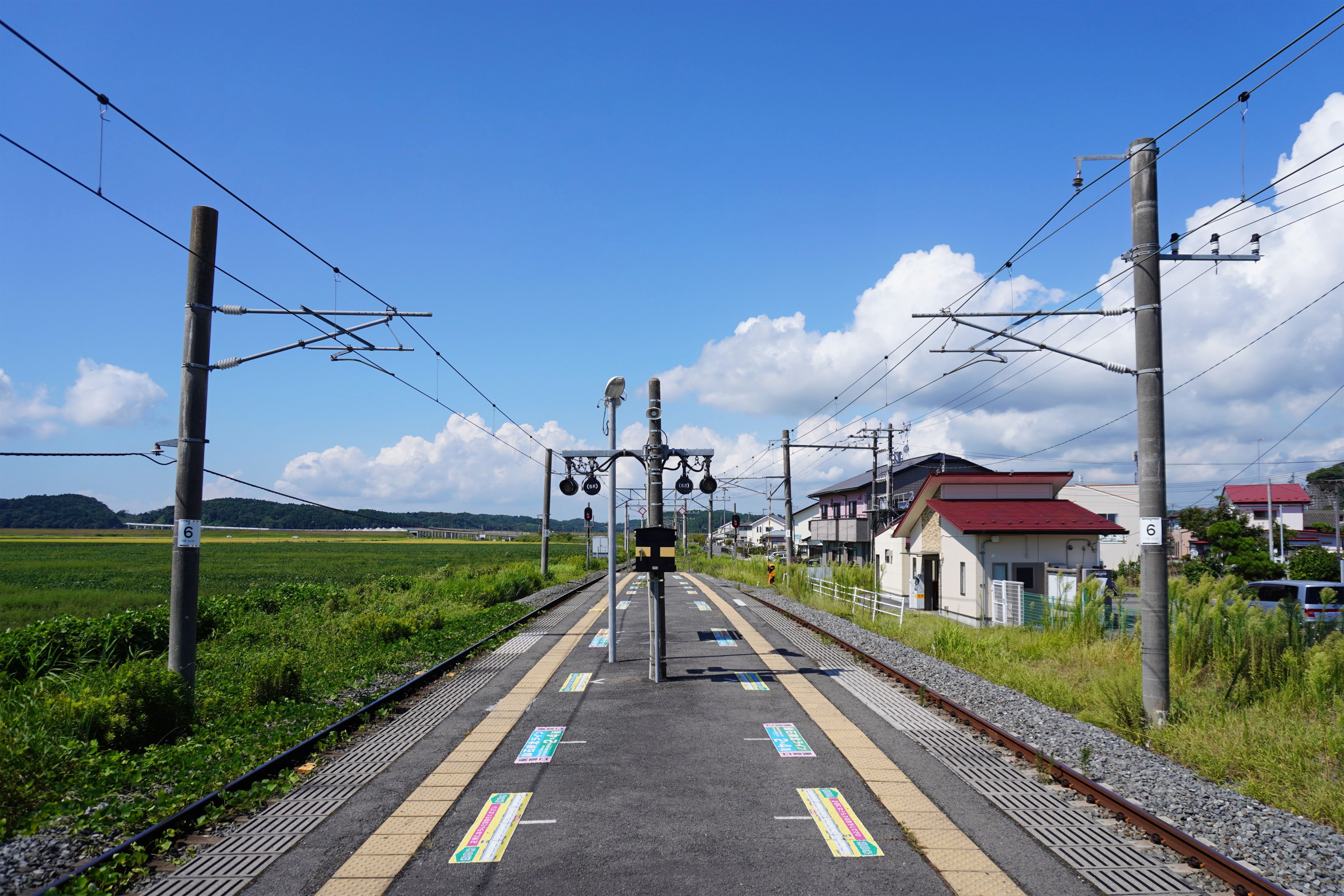
ホーム（2023年8月）
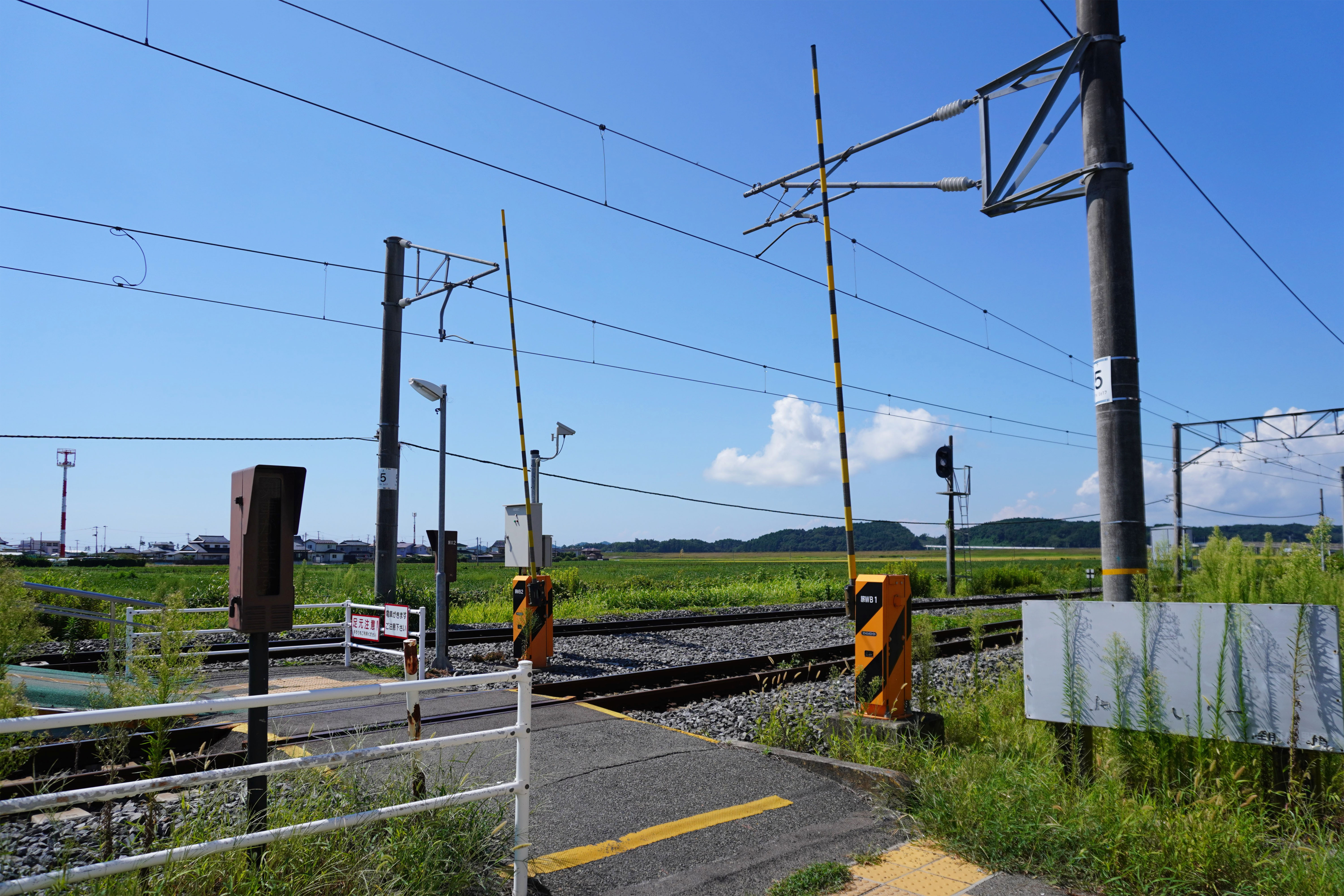
構内踏切（2023年8月）

## 利用状況
JR東日本によると、2000年度（平成12年度）- 2018年度（平成30年度）の1日平均乗車人員の推移は以下のとおりであった。
| 1日平均乗車人員推移 | 1日平均乗車人員推移 | 1日平均乗車人員推移 | 1日平均乗車人員推移 | 1日平均乗車人員推移 |
| 年度                | 定期外              | 定期                | 合計                | 出典                |
| ------------------- | ------------------- | ------------------- | ------------------- | ------------------- |
| 2000年（平成12年）  |                     |                     | 391                 | [ 利用客数 1 ]      |
| 2001年（平成13年）  |                     |                     | 385                 | [ 利用客数 2 ]      |
| 2002年（平成14年）  |                     |                     | 368                 | [ 利用客数 3 ]      |
| 2003年（平成15年）  |                     |                     | 371                 | [ 利用客数 4 ]      |
| 2004年（平成16年）  |                     |                     | 396                 | [ 利用客数 5 ]      |
| 2005年（平成17年）  |                     |                     | 378                 | [ 利用客数 6 ]      |
| 2006年（平成18年）  |                     |                     | 364                 | [ 利用客数 7 ]      |
| 2007年（平成19年）  |                     |                     | 371                 | [ 利用客数 8 ]      |
| 2008年（平成20年）  |                     |                     | 390                 | [ 利用客数 9 ]      |
| 2009年（平成21年）  |                     |                     | 364                 | [ 利用客数 10 ]     |
| 2010年（平成22年）  |                     |                     | 346                 | [ 利用客数 11 ]     |
| 2011年（平成23年）  | 非公表              | 非公表              | 非公表              |                     |
| 2012年（平成24年）  | 17                  | 157                 | 175                 | [ 利用客数 12 ]     |
| 2013年（平成25年）  | 24                  | 166                 | 191                 | [ 利用客数 13 ]     |
| 2014年（平成26年）  | 28                  | 178                 | 206                 | [ 利用客数 14 ]     |
| 2015年（平成27年）  | 76                  | 228                 | 304                 | [ 利用客数 15 ]     |
| 2016年（平成28年）  | 83                  | 249                 | 333                 | [ 利用客数 16 ]     |
| 2017年（平成29年）  | 85                  | 246                 | 332                 | [ 利用客数 17 ]     |
| 2018年（平成30年）  | 81                  | 263                 | 345                 | [ 利用客数 18 ]     |

## 駅周辺
- 国道45号
- 東松島市牛網保育所
- 鳴瀬中央医院
- 空の駅

## 隣の駅
東日本旅客鉄道（JR東日本）
■仙石線
■普通
野蒜駅 - 陸前小野駅 - 鹿妻駅
■■仙石東北ライン
■特別快速
通過
■快速（赤快速）・■快速（緑快速）
野蒜駅 - 陸前小野駅 - 矢本駅

### 記事本文

#### 報道発表資料
1. ↑  『2003年10月26日（日）仙台エリアSuica（スイカ）デビュー!』（PDF）（プレスリリース）東日本旅客鉄道、2003年8月21日。オリジナルの2020年5月26日時点におけるアーカイブ。2020年5月26日閲覧。
2. ↑  『仙石線「陸前小野駅」新駅舎使用開始について』（PDF）（プレスリリース）東日本旅客鉄道仙台支社、2012年3月13日。オリジナルの2013年6月19日時点におけるアーカイブ。2024年10月6日閲覧。
3. ↑  『2015年5月 ダイヤ改正について』（PDF）（プレスリリース）東日本旅客鉄道仙台支社、2015年2月26日。2015年3月1日閲覧。
4. ↑  『Suicaエリア外もチケットレスで! 東北エリアから「えきねっとQチケ」がはじまります』（PDF）（プレスリリース）東日本旅客鉄道、2024年7月11日。オリジナルの2024年7月11日時点におけるアーカイブ。2024年8月11日閲覧。

#### 新聞記事
1. 1 2 3  「石巻かほく）JR3駅を無人化 石巻線の渡波、前谷地が先行 仙石線・陸前小野は来月」『石巻かほく』三陸河北新報社、2020年3月20日。オリジナルの2020年3月20日時点におけるアーカイブ。2020年5月25日閲覧。
2. ↑  「仙石線営業体制近代化 順調に移行」『交通新聞』交通協力会、1970年9月5日、1面。
3. ↑  「JR2線 区間運行開始」『読売新聞』読売新聞東京本社、2012年3月18日、東京朝刊、31面。
4. ↑  「JR仙石線 全線復旧 心もつながった」『毎日新聞』毎日新聞社、2015年5月30日、東京夕刊、1面。
5. ↑  「JR仙石線全線、15年度にも復旧、一部区間を内陸に移設」『日本経済新聞』2012年1月27日、朝刊、社会面。

### 利用状況
1. ↑  “各駅の乗車人員（2000年度）”.   東日本旅客鉄道. 2019年2月8日閲覧。
2. ↑  “各駅の乗車人員（2001年度）”.   東日本旅客鉄道. 2019年2月8日閲覧。
3. ↑  “各駅の乗車人員（2002年度）”.   東日本旅客鉄道. 2019年2月8日閲覧。
4. ↑  “各駅の乗車人員（2003年度）”.   東日本旅客鉄道. 2019年2月8日閲覧。
5. ↑  “各駅の乗車人員（2004年度）”.   東日本旅客鉄道. 2019年2月8日閲覧。
6. ↑  “各駅の乗車人員（2005年度）”.   東日本旅客鉄道. 2019年2月8日閲覧。
7. ↑  “各駅の乗車人員（2006年度）”.   東日本旅客鉄道. 2019年2月8日閲覧。
8. ↑  “各駅の乗車人員（2007年度）”.   東日本旅客鉄道. 2019年2月8日閲覧。
9. ↑  “各駅の乗車人員（2008年度）”.   東日本旅客鉄道. 2019年2月8日閲覧。
10. ↑  “各駅の乗車人員（2009年度）”.   東日本旅客鉄道. 2019年2月8日閲覧。
11. ↑  “各駅の乗車人員（2010年度）”.   東日本旅客鉄道. 2019年2月8日閲覧。
12. ↑  “各駅の乗車人員（2012年度）”.   東日本旅客鉄道. 2019年2月8日閲覧。
13. ↑  “各駅の乗車人員（2013年度）”.   東日本旅客鉄道. 2019年2月8日閲覧。
14. ↑  “各駅の乗車人員（2014年度）”.   東日本旅客鉄道. 2019年2月8日閲覧。
15. ↑  “各駅の乗車人員（2015年度）”.   東日本旅客鉄道. 2019年2月8日閲覧。
16. ↑  “各駅の乗車人員（2016年度）”.   東日本旅客鉄道. 2019年2月8日閲覧。
17. ↑  “各駅の乗車人員（2017年度）”.   東日本旅客鉄道. 2019年2月8日閲覧。
18. ↑  “各駅の乗車人員（2018年度）”.   東日本旅客鉄道. 2019年7月18日閲覧。